# Wizkid
Wizkid, de son vrai nom Ayodeji Ibrahim Balogun , né le 16 juillet 1990 à Surulere, est un chanteur et auteur-compositeur-interprète nigérian. Il commence à enregistrer de la musique à l'âge de 11 ans. Il accède à la notoriété en 2010 avec la sortie de la chanson Holla at Your Boy suivi de son premier album studio, Superstar en 2011. Son deuxième album studio, Ayo, est publié en septembre 2014 et est précédé par six singles.
Il devient rapidement une star de l’afro-pop nigériane,. Il s'impose également dans les revues de mode par son style vestimentaire et dans les réseaux sociaux, auprès de la jeunesse urbaine urbanisée.
Il acquiert les années suivantes une notoriété internationale, notamment en 2016, par sa collaboration avec Drake sur un titre devenu un hit mondial, One Dance, numéro un dans 15 pays, dont les États-Unis, le Royaume-Uni, le Canada et l'Australie. Il séduit par une africanité assumée et sophistiquée, mais se fait connaître également par des collaborations avec d'autres artistes, comme Drake mais aussi Beyoncé.

## Biographie

### Jeunesse et débuts (1990–2009)
Ayodeji Ibrahim Balogun est né le 16 juillet 1990, à Surulere, une zone résidentielle et commerciale de Lagos. Il a grandi dans un ménage à la fois chrétien et musulman, avec douze frères et sœurs. C'est un enfant des quartiers populaires de Lagos. Au cours de son enfance, il écoute des chansons enregistrées par King Sunny Adé, Fela Kuti, et Bob Marley. Il commence à chanter à l'âge de 11 ans, et prend le nom de scène Lil Prinz jusqu'en 2006. Il forme un groupe avec des amis, qui a réussi à sortir un album avant sa dissolution. Il participe également à des sessions d'enregistrement comme celle du premier album, Jagbajantis, d'un rappeur nigérian, Sound Sultan. En 2009, Wizkid signe un contrat d'enregistrement avec Empire Mates Entertainment (EME). À la mi-2009, il laisse tomber ses études à l'Université d'État de Lagos (LASU) pour se consacrer à la musique.

### Superstar(2009–2011)
Wizkid commence l'enregistrement de son premier album studio, Superstar, en 2009. Le 2 janvier 2010, il publie Holla at Your Boy, premier single de l'album. Ce single et l'ensemble de l'album sont remarqués. La chanson lui vaut un prix aux Headies 2011. Le 2 avril 2010, Wizkid publie Tease Me/Bad Guys deuxième single de l'album. Don't Dull, le troisième single de l'album, est publié le 6 décembre 2010. L'album est enregistré en anglais et en yoruba. Il est diffusé le 12 juin 2011, par Empire Mates Entertainment. Cet album comprend des éléments de RnB, dancehall et du reggae, et des apparitions de Banky W., Skales, D'Prince et Wande Coal. Il était initialement prévu pour une sortie le 14 février 2011, mais cette sortie est repoussée de quelques mois. Cet album Superstar lui vaut le prix du « meilleur album de l'année » lors des Nigeria Entertainment Awards de 2012, et est nommé pour l'« album de l'année » à la Headies 2012 (organisé par le Hip Hop World Magazine).

### Ayoet autres sorties (2012–2014)
Le travail sur son deuxième album studio, Ayo, débute en 2012 et se poursuit en 2014. Il dispose sur ces enregistrements d'apparitions de Femi Kuti, Banky W., Seyi Shay, Phyno, Tyga, Akon et Wale, et de plusieurs producteurs impressionnés par la façon dont il a émergé sur la scène musicale nigériane. Selon MTV Base, l'album a souffert aussi d'un décalage de la date de diffusion, effectuée finalement le 6 septembre 2014. Le 2 mai 2013, le premier single de cet album, Jaiye Jaiye, était toutefois diffusé, avec Femi Kuti.

### Sounds from the Other Side(2015–2018)

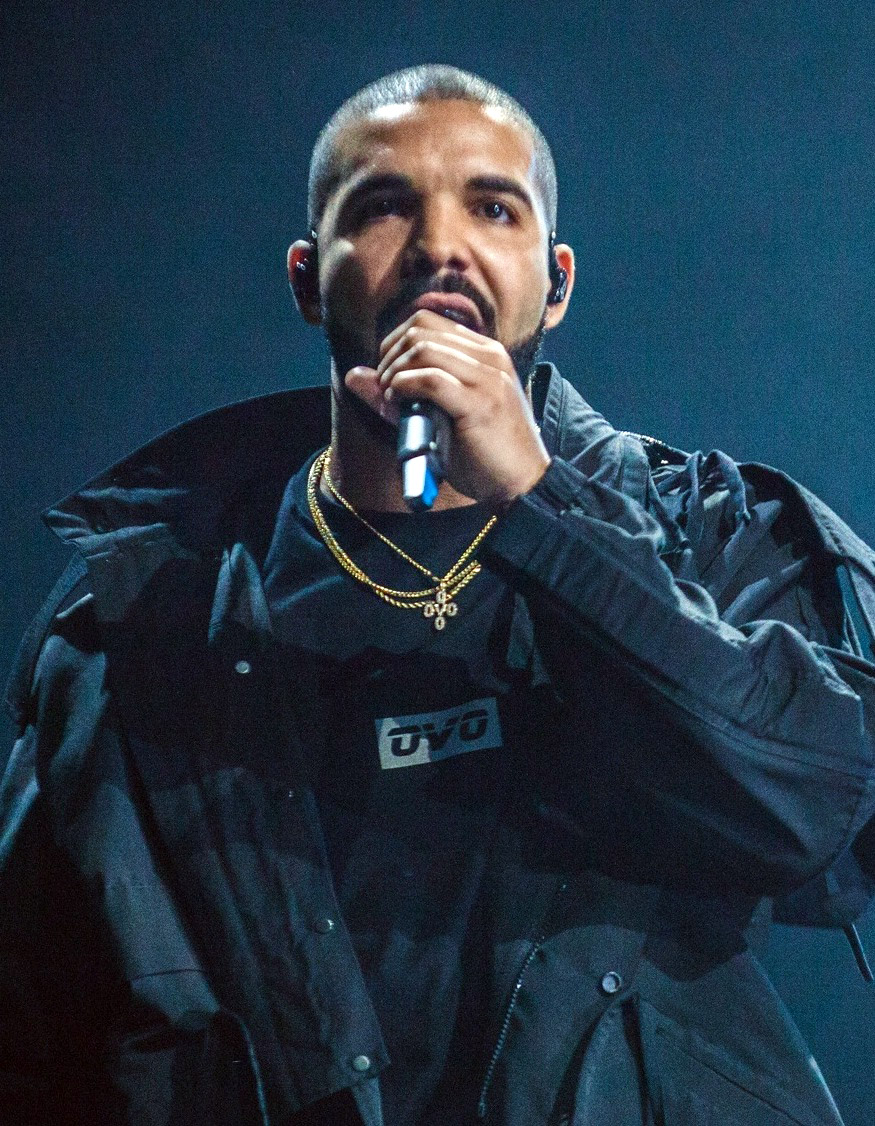
Wizkid a participé à l'écriture et à la production du titre One Dance de Drake.

Le 5 janvier 2015, Wizkid publie la vidéo de musique pour le single Ojuelegba, une chanson qui met en lumière les difficultés des premières années. Un remix officiel de ce titre avec les voix de Drake et Skepta est créé en juillet 2015. Wizkid annonce d'abord qu'il travaillait sur un nouvel album lors de son passage à Londres en octobre 2014. Il révèle sa collaboration avec Chris Brown sur un titre intitulé African Bad Gyal, et déclare que ce titre serait un single important de cet album à venir. En avril 2015, Wizkid et Chris Brown ont chanté la chanson ensemble à un  concert à Durban, en Afrique du Sud. En mai 2015, Wizkid a publié Expensive Shit, un titre afrobeat avec guitares, saxophone et percussions acoustiques. En juillet 2015, Wizkid annonce via Twitter qu'Angélique Kidjo était également prévue sur son prochain album. En septembre 2015, Wizkid a révélé le report de la sortie de son troisième album studio. Il en a fait l'annonce via Instagram. Finalement, le 14 juillet 2017, Sounds from the Other Side est publié sur toutes les plateformes numériques.
Le 5 avril 2016, Wizkid devient le premier artiste nigérian à émerger sur le classement du Billboard,. Le 12 mai 2016, la chanson One Dance, de Drake, à laquelle il collabore, est devenue numéro un sur le chart Billboard Hot 100, une position qu'elle a gardé pendant 10 semaines consécutives. Le single est devenu un standard international, au sommet des charts dans 15 pays différents, y compris le Royaume-Uni, le Canada, l'Australie, la France et l'Allemagne.
Il est classé 5e dès 2013 du classement Forbes des artistes africains les plus riches,. En février 2014, Wizkid été le premier musicien Nigérian à plus de 1 million d'abonnés sur Twitter,. En outre, il est devenu le premier artiste d'afrobeats apparaissant dans le 2018 livre Guinness des records, en 2018, pour sa contribution, avec Drake sur cette chanson One Dance,.
En mars 2017, il signe un contrat avec RCA Records. La négociation en avait été annoncée par plusieurs médias dès septembre 2016. Le président et chef de la direction de RCA Records, Pierre Bord, confirme la signature en janvier 2017.
Lors de la cérémonie 2017 de remise des African Music Awards (ou Afrima) à Lagos, il reçoit trois récompenses dont celle du meilleur artiste africain pour la deuxième année consécutive, devant d'autres stars de la pop comme le nigérian Davido (Nigeria) et le congolais Fally Ipupa. Il a aussi remporté celles de meilleure chanson de l'année avec son titre Come Closer et de meilleur artiste de l'année pour la région Afrique de l'Ouest.

### Depuis 2019

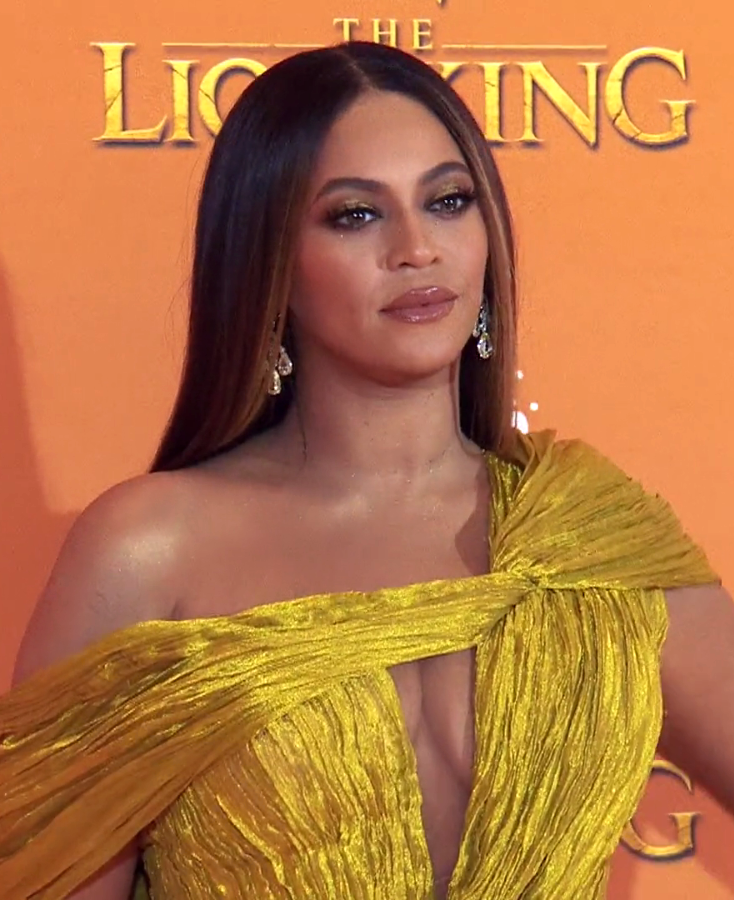
Wizkid obtient son premier Grammy Award pour le clip musical de sa collaboration avec Beyoncé sur The Lion King: The Gift.

À la mi-2019, Wizkid participe à la chanson Brown Skin Girl de Beyoncé, tirée de la bande originale du Roi lion. Le clip musical de ce titre lui vaut, presque deux ans plus tard, en mars 2021, un Grammy Award dans la catégorie meilleur vidéoclip.
Son quatrième album, Made in Lagos, sort à la fin octobre 2020,. En juin 2022, Wizkid remporte le prix des BET Awards, Dans la catégorie meilleure collaboration pour Essence avec Tems et Justin Bieber. En 2023, il participe à la création de la bande sonore du nouveau Spider-Man Across The Spider-Verse. Dans la même année, il annonce une pause musicale.

## Vie privée
Wizkid partage sa vie amoureuse avec Jadda Pollock née aux États-Unis, qui est également sa manager. En 2023, Wizkid a quatre enfants avec trois femmes différentes,, Les enfants sont nés en 2011, 2016, 2017 et 2022. Dans l'année, 2023, il perd sa mère, Jane Dolapo.

## Style vestimentaire
Wizkid aime soigner son style vestimentaire. Dans une interview datant de février 2015 avec Alex Frank du magazine Vogue, il déclare qu'il aime porter un mélange de streetwear et de vêtements traditionnels nigérians. Il cite Pharrell Williams comme l'une de ses icônes dans la façon de s'habiller. Ce style vestimentaire lui vaut de figurer également dans les revues de mode .

## Polémique
Le 22 août 2011, à Lagos, le Nigerian Entertainment Today rapporte que Wizkid a eu son premier enfant à l'âge de 21 ans. En octobre 2013, après avoir nié à plusieurs reprises, Wizkid publie une photo de lui et de son fils de deux ans, Boluwatife Balogun, sur son compte Instagram. Il a également deux autres garçons de deux femmes différentes, faisant de lui le père de trois garçons.

## Distinctions
Les contributions de Wizkid à la scène musicales nigérianes lui ont valu plusieurs dinstinctions. Il est le récipiendaire de trois BET Awards, trois Billboard Music Awards, deux iHeartRadio Music Awards, un MTV Europe Music Award, quatre MTV Africa Music Awards, deux SoundCity Prix MVP, trois MOBO Awards, six Headies Awards, six Nigeria Entertainment Awards, deux Ghana Music Awards, etc. En outre, il est nommé cinq fois aux MTV Europe Music Awards, trois fois à l'American Music Awards, quatre fois au World Music Awards. Il obtient un Grammy Award. En outre, il reçoit un prix ASCAP  pour sa contribution à la chanson One Dance de Drake.

## Discographie

### Albums studio
- 2011 :  Superstar
- 2014 :  Ayo
- 2017 :  SSounds from the Other Side
- 2020 :  SMade in Lagos
- 2022 :  More Love, Less Ego
- 2024 :  Morayo